# Valeriu Tabără
Prof. univ. emerit dr. ing. dr. honoris causa Valeriu Tabără (n. 1 iulie 1949, Sălciua, România – d. 29 aprilie 2025, Timișoara, România) a fost om de știință, cercetător și politician român. S-a născut într-o familie de țărani ardeleni și a copilărit pe Valea Arieșului, în comuna Sălciua, judetul Alba, unde a și urmat studiile primare.  Este primul fiu din cei trei ai sotilor Iosif si Valeria Tabara.  A absolvit apoi Liceul Teoretic din Baia de Arieș și studii superioare în domeniul ingineriei agrare la Timișoara. Pe langa activitatea de cercetator stiintific devine Asistent 1977-1986, Sef de laborator 1986-1991, Conferențiar 1991-1996, Profesor universitar din 1996, Prorector USAMV Timișoara 2004-2008 si Profesor emerit. În 1984, la vârsta de 34 de ani, Valeriu Tabără a devenit doctor în agronomie, fiind la acea vreme cel mai tânăr doctorand din istoria USAMV Timișoara. Este titular al disciplinei de Fitotehnie - Plante Tehnice la Universitatea de Științe Agricole și Medicină Veterinară a Banatului din Timișoara, primind ulterior si titulatura de Profesor Emerit.  A activat si ca cercetator  in cadrul stațiunii  SCDA LOVRIN-Timiș, Valeriu Tabără conducand activitatea de cercetare din cadrul laboratoarelor de ameliorare a grâului și a cânepii dioice, fiind în același timp director de proiecte de cercetare cu CNCSIV. Este recompensat cu medalia de aur de către Academia de Științe Agricole și Silvice “Gheorghe Ionescu-Șișești”, pentru rezultatele remarcabile în ceea ce privește  două soiuri de "cânepă dioică" omologate, Lv110 omologat in 1981 și soiul de Cânepă Lovrin 200 Silvana omologat în anul 2007,(numeste soiul cu numele primei sale nepoate),  un soi mixt numit Armanca si in 2019 omologheaza al patrulea soi Teodora (numeste soiul dupa numele celei de-a doua nepoate); Soiul Silvana devine in scurt timp unul din cele mai cultivate soiuri de canepa din Europa si nu numai. 
In activitatea științifică: a efectuat studii privind ameliorarea și crearea de soiuri de cânepă dioică; ameliorarea și testarea cerealelor păioase; testarea hibrizilor și tehnologiilor la porumb; îmbunătățirea calității panificabile la grâu; ameliorare și creare de soiuri de grâu; testarea capacității de producție a unor soiuri și hibrizi de grâu, porumb, floarea-soarelui, soia, in; programe de testare a unor materiale biologice; ameliorarea și tehnologia cânepii, studiul hibrizilor de floarea-soarelui; eficacitatea unor erbicide cu acțiune totală pentru combaterea postemergentă a buruienilor din culturile de floareasoarelui; eficacitatea unor erbicide cu acțiune totală pentru combaterea postemergentă a buruienilor din culturile de floarea-soarelui (colaborare cu firma Limagrain); influența densității, distanței între rânduri și a fertilizării asupra producției de grâu și a calității panificabile a acesteia; ameliorarea și crearea de soiuri noi de cânepă dioică cu conținut mare de fibre. Conducător științific de doctorat din 2004.: peste 200 de lucrări scrise: Plante tehnice. Oleaginoase și textile, vol. I și Plante tehnice. Tuberculifere și rădăcinoase, vol. II, Ed. Brumar, 2005; Fitotehnie, Ed. Mirton, 2006. Articole: Soi nou de cânepă dioică-Silvana (LV.200) obținut la SCDA Lovrin, Simpozionul Facultății de Agricultură.
Valeriu Tabără a fost timp de mai mulți ani și președinte al Academiei de Științe Agricole și Silvice (ASAS) ”Gheorghe Ionescu-Șișești”, funcție în care a fost ales în 2017 și reales în 2021. Pe lângă activitatea sa politică și academică, Tabără a fost autor a peste 200 de lucrări științifice și coautor al mai multor volume de specialitate. A fost distins cu numeroase medalii și recunoașteri internaționale. 
Lucrări științifice: Vol. 40 (215-220), Ed. Agroprint, Timișoara, 2008; Cercetări privind potențialul unor linii noi de cânepă dioică create la S.C.D.A. Lovrin, Simpozionul Facultății de Agricultură. Lucrări științifice. Vol. XXXVII (44-46), Ed. Agroprint, Timișoara, 2005; A Study of Some Bread-making Quality Features, the Israeli of Agricultural Engineers International Conference in collaboration with Agritech, 7- 9 May, Exhibition Advances in agricultural technologies and their ecological impacts. 2(81-82), Tel Aviv, Israel; Tehnologia culturii florii-soarelui, 2003, Rev. Agricultura; Cultura plantelor textile în România, Rev. Anotimpuri nr. 11-12, 2001; Cercetări privind fertilizarea și tehnologia semănatului la principalele soiuri de grâu zonate în Banat, USAMVBT, Lucr. științifice vol. XXIX, 1997; Cercetări privind cultura grâului în Banat, Lucr. șt. U.A. Iași, vol. XXXIII, 1992; Influența fertilizării cu NPK asupra producției de sămânță la cânepă, Lucr. șt. IAT, vol. XIX - Agronomie, 1984; Comportarea a 7 soiuri de soia recent introduse în cultură, experimentate pe 3 niveluri de fertilizare în anii 1977-1979 la Timișoara, Lucr. șt. IAT vol. XVII Agronomie, 1981; Studiul comportării hibrizilor de porumb zonați în Câmpia din Vestul țării, cultivați pe diferite niveluri de fertilizare cu diferite desimi de semănat, Lucr. șt. IAT vol. XVI - Agricultură, 1979.
De-a lungul carierei sale, Valeriu Tabără a contribuit semnificativ la modernizarea agriculturii din România, fiind un susținător ferm al inovării și al dezvoltării științifice în domeniul agricol. Pasiunea sa pentru știință, devotamentul față de educație și viziunea sa pentru un sector agricol performant au lăsat o amprentă durabilă asupra generațiilor de specialiști și asupra politicilor agricole din țară.
„Agricultura nurespectul pentru pământ și știință înseamnă resp este doar o meserie, este o datorie față de viitor”, spunea adesea profesorul Valeriu Tabără, reamintindu-ne tuturor că ect pentru generațiile care vor urma. 
Academicianul Valeriu Tabără a participat în fruntea delegațiilor savanților din România la multiple conferințe și simpozioane științifice din domeniile biologiei plantelor agricole, geneticii agricole, tehnologiilor agroindustriale, noilor procedee și metode de cercetare agrobiologică, la care a prezentat rapoarte prețioase cu cele mai recente realizări din România și din instituțiile Uniunii Europene.

## Distincții și premii
-A fost distins cu titlul de ”DOCTOR HONORIS CAUSA” de catre Universitatea de Științe Agricole și Silvice din Iași, cu ocazia aniversării a 200 de ani de la nașterea acad. Ion Ionescu de la Brad, personalitate marcantă a științei agricole românești.
-A fost distins cu titlul de ”DOCTOR HONORIS CAUSA” in anul 2019 de catre USAMV Cluj-Napoca.
-A fost distins cu titlul de  ”DOCTOR HONORIS CAUSA” in anul 2022 de catre Academia de Stiinte a Moldovei din Chișinău, Republica Moldova.
Din 2008 a fost membru al Academiei Oamenilor de Știință din România (AOSR), iar în 2019 era președinte al acesteia.: Premiul Gh. Ionescu-Șișești acordat de Academia Română pentru cele două volume: Fitotehnie. Vol. I - Plante tehnice oleaginoase și textile și Fitotehnie. Vol. II - Plante tehnice tuberculifere și rădăcinoase, în 2007; Premiul A.S.A.S., în 2008, pentru cartea Producere de semințe la speciile cultivate (colectiv de autori), Medalia de argint FAO 1991. Afilieri: membru titular al Academiei Oamenilor de Știință din România; membru titular al Academiei de Științe Agricole și Silvice și președintele Filialei A.S.A.S. Timișoara; președintele Secției de Cultură a Plantelor A.S.A.S; vicepreședinte al Asociației pentru Consultanță și Agricultură Montană Cibinul; membru al Comisiei Zonei Montane A.S.A.S.A.; membru în Asociația Inginerilor din România; vicepreședinte al Consiliului Național al Muntelui; membru al Camerei Experților UE; evaluator (expert) proiecte CNCSIS; membru al Fundației Cultul Eroilor; membru de onoare al Clubului Specialiștilor Agronomi din județul Timiș; membru în Consiliul Științific al Institutului de Montanologie Cristian, Sibiu.Meritul Academic „Gheorghe Ionescu-Șișești”, pentru contribuții deosebite la dezvoltarea cercetării științifice agricole în România (2019). Premiul „P.S. Aurelian” al Academiei Oamenilor de Știință din România pentru cartea „Zonarea, cultivarea si protecția plantelor de câmp în Banat”, Ed. Mirton Timișoara (1996); Premiul „Nicolae Săulescu”, Academia de Științe Agricole si Silvice „Gheorghe Ionescu-Șișești” pentru cartea „Producerea de semințe la speciile cultivate” (2006); Premiul „Gheorghe Ionescu-Șișești” la Gala Excelenței Banatului, ediția I (2014); Premiul „Amilcar Vasiliu”, Academia Oamenilor de Știință din România (2009); Premiul „Pentru o viață dedicată tehnologiilor moderne în agricultură, Premiile TOP AGRIBUSSINESS, ediția 2014; Meritul Academic – Academia Română, pentru contribuția adusa la recuperarea patrimoniului Academiei Române (2009), Meritul Academic „Gheorghe Ionescu-Șișești”, pentru contribuții deosebite la dezvoltarea cercetării științifice agricole in România (2019).

## Activitatea politică
Până în 1989 a fost membru al PCR.
În anul 1990 devine membru fondator al "Vatra Românească" . În 1991 s-a înscris în Partidul Unității Națiunii Române (PUNR) și, pentru 5 ani, în perioada 1992-1997, a fost vicepreședinte al acestui partid  iar în 1997 devine președinte. În 2002 a fost înlocuit la conducerea partidului de către Mircea Chelaru și a părăsit partidul, trecând la PD.
Între 1994 și 1996 a fost ministrul Agriculturii și Alimentației în Guvernul Văcăroiu.
Valeriu Tabără a fost parlamentar din 1992, fiind deputat de Timiș în legislaturile 1992-1996, 1996-2000, 2004-2008. și 2008-2012. A fost președintele Comisiei pentru agricultură, silvicultură, industrie alimentară și servicii specifice, dar și președintele Comisiei parlamentare de anchetă privind situația sistemelor de irigații, precum și a altor sectoare de îmbunătățiri funciare.
Valeriu Tabara ramane unul dintre cei mai activi parlamentari din perioada post decembrista datorita multiplelor interpelari de la tribuna Parlamentului Romaniei precum si pentru  numeroasele proiecte de legi care ii poarta semnatura. 
La data de 3 septembrie 2010 a fost numit din nou ministru al agriculturii în Guvernul Boc (2), exercitând această funcție până în anul 2012.
Are o prodigioasă activitate în cadrul Comisiei de Agricultură, Silvicultură și Servicii Specifice, fiind unul dintre experții care au contribuit consistent la elaborarea unor acte normative capitale pentru agricultura României (Legea 183/1993, Legea Arendei, Legea Cadastrului, Legea Pomiculturii, Legea Viei, etc.).
A fost unul dintre cei mai activi reprezentanți ai României la reuniunile NATO, FAO, OECD, etc. A efectuat numeroase vizite și stagii pentru cunoașterea agriculturii europene în Germania, SUA, Belgia, etc., rezultatele acestor vizite fiind integrate în propuneri, inițiative și legi pentru modernizarea și reorganizarea agriculturii și cercetării agronomice din România, în vederea integrării europene.
În cadrul primului mandat de Ministru al Agriculturii și Alimentației, a emis hotărâri de guvern pentru acordarea autonomiei Academiei de Științe Agricole și Silvice ”Gh. Ionescu-Șișești” și pentru sprijinirea financiară a Băncii de Resurse Genetice Vegetale ”Mihai Cristea” din Suceava.
După o operație complicată pe cord deschis în septembrie 2012, la data de 7 decembrie 2012 a suferit un accident de mașină în care și-a fracturat soldul. Din spital a anunțat că se va retrage din politică, ceea ce a și făcut.
Dupa ieșirea din politică, s-a concentrat in continuare doar pe activitatea didactică, de cercetare și de coordonare  iar până la decesul său a condus Academia de Științe Agricole și Silvice (ASAS) ”Gheorghe Ionescu-Șișești”,

## Viața personală
Din 1973, timp de 52 de ani pana la decesul sau, a fost casatorit cu Silvia, avand impreuna o fata si un baiat. 
A decedat in data de 29 aprilie 2025 la Institutul de Boli Cardiovasculare Timisoara dupa o lunga suferinta.